# Premios Tu Mundo 2016
 (février 2019).
Si vous disposez d'ouvrages ou d'articles de référence ou si vous connaissez des sites web de qualité traitant du thème abordé ici, merci de compléter l'article en donnant les références utiles à sa vérifiabilité et en les liant à la section « Notes et références ».
Premios Tu Mundo 2016 est la cinquième cérémonie annuelle de remise de prix produite par Telemundo et diffusée en direct le 25 août 2016. Elle a été animée par Maritza Rodríguez  et Carlos Ponce.

## Gagnants et nommés

### Novela et Super Série
| Novela | Super Serie |
| --- | --- |
| - Bajo el mismo cielo - Celia - Eva la trailera - La esclava blanca | - El señor de los cielos - La querida del Centauro - Señora Acero 2 |
| Premios Tu Mundo de la meilleure actrice principale | Premios Tu Mundo de la meilleure actrice principale de Súper Serie |
| - Danna Paola pour ¿Quién es quién? - Edith González pour Eva la trailera - María Elisa Camargo pour Bajo el mismo cielo - Nerea Camacho pour La esclava blanca - Jeimy Osorio pour Celia                                                                                     | - Fernanda Castillo pour El Señor de los Cielos 4 - Blanca Soto pour Señora Acero 2 - Carmen Aub pour El Señor de los Cielos 4 - Ludwika Paleta pour La querida del Centauro - Maritza Rodríguez pour El Señor de los Cielos 4           |
| Premios Tu Mundo du meilleur acteur principal | Premios Tu Mundo du meilleur acteur principal de Súper Serie |
| - Gabriel Porras pour Bajo el mismo cielo - Arap Bethke pour Eva la trailera - Eugenio Siller pour ¿Quién es quién? - Jorge Luis Pila pour Eva la trailera - Modesto Lacen pour Celia                                                                                         | - Rafael Amaya pour El Señor de los Cielos 4 - Michel Brown pour La querida del Centauro - José Luis Reséndez pour Señora Acero 2 - Humberto Zurita pour La querida del Centauro                                                         |
| Meilleure « Bad Girl » | Meilleure « Bad Girl de Súper Serie |
| - Erika de la Rosa pour Bajo el mismo cielo - Norma Martínez pour La esclava blanca - Sandra Destenave pour ¿Quién es quién? - Sofia Lama pour Eva la trailera | - Maricela González pour El Señor de los Cielos 4 - Luciana Silveyra pour Señora Acero 2 - Carmen Madrid pour La querida del Centauro - Alexandra de la Mora pour La querida del Centauro - Christian Tappan pour El Señor de los Cielos |
| Meilleure « Bad Boy » | Meilleure « Bad Boy » de Súper Serie |
| - Luis Ernesto Franco pour Bajo el mismo cielo - Miguel de Miguel pour La esclava blanca - Julio Bracho pour Bajo el mismo cielo - Jonathan Islas pour ¿Quién es quién? - Abel Rodríguez pour Celia                                                                           | - Rodrigo Guirao pour Señora Acero 2 - Plutarco Haza pour El Señor de los Cielos 4 - Leonardo Daniel pour El Señor de los Cielos 4 - Jorge Zárate pour Señora Acero 2 - Christian Tappan pour El Señor de los Cielos 4                   |
| Meilleure actrice secondaire | Meilleure actrice secondaire de Super Series |
| - Carolina Gaitán pour Celia - Ana Harlen Mosquera pour La esclava blanca - Vanessa Bauche pour Eva la trailera - Laura Flores pour ¿Quién es quién? - Ximena Ayala pour Bajo el mismo cielo                                                                                  | - Sabrina Seara pour El Señor de los Cielos 4 - Ana Lucía Domínguez Señora Acero 2 - Andrea Martí pour La querida del Centauro - Aurora Gil pour Señora Acero 2 - Litzy pour Señora Acero 2                                              |
| Meilleur acteur secondaire | Meilleur acteur secondaire de Super Series |
| - Alejandro Speitzer pour Bajo el mismo cielo - Carlos Espejel pour ¿Quién es quién? - El Dasa pour El Vato - Orian Suárez pour La esclava blanca - Roberto Mateos pour Eva la trailera                                                                                       | - Lincoln Palomeque pour Señora Acero 2 - Alejandro López pour El Señor de los Cielos 4 - Jorge Luis Moreno pour El Señor de los Cielos 4 - Mauricio Henao pour Señora Acero 2 - Ricardo Polanco pour La querida del Centauro            |
| Le couple parfait | Le couple parfait de Súper Serie |
| - Danna Paola et Eugenio Siller pour ¿Quién es quién? - Edith González et Arap Bethke pour Eva la trailera - Jeimy Osorio et Modesto Lacen pour Celia - Maria Elisa Camargo et Gabriel Porras pour Bajo el mismo cielo - Nerea Camacho et Orián Suárez pour La esclava blanca | - Fernanda Castillo et Rafael Amaya pour El Señor de los Cielos 4 - Blanca Soto et Lincoln Palomeque pour Señora Acero 2 - Litzy et Rodrigo Guirao pour Señora Acero 2 - Ludwika Paleta et Michel Brown pour La querida del Centauro     |
| Meilleur acteur malchanceux | Révélation de l'année |
| - Rafael Amaya en tant que Aurelio Casillas - Gabriel Porras en tant que Carlos Martínez - Blanca Soto en tant que Sara Aguilar - Ludwika Paleta en tant que Yolanda Acosta                                                                                                   | - Gala Montes pour El Señor de los Cielos 4 - Arantza Ruiz pour La querida del Centauro - Michel Duval pour Señora Acero 2 - Nicole Apollonio pour Eva la trailera - Oka Giner pour Bajo el mismo cielo                                  |

### Musique
| Artiste mexicain préféré | Chanson de pop préférée                                          |
| --- | ---------------------------------------------------------------- |
| - Calibre 50 - Banda El Recodo de Cruz Lizárraga - Julión Álvarez y Su Norteño Banda - Regulo Caro | - Gloria Trevi - Jesse et Joy - Reik - Ricky Martin              |
| Meilleure chanson urbaine | Meilleure chanson tropicale                                      |
| - Daddy Yankee - J Balvin - Maluma - Nicky Jam - Zion et Lennox | - Chino y Nacho - Gente de Zona - Prince Royce - Victor Manuelle |
| Chanson festive |                                                                  |
| - "Anden tant que en Mi Cabeza" – Chino y Nacho feat. Daddy Yankee - "Algo Contigo" - Gente de Zona - "Duele el Corazón" – Enrique Iglesias feat. Wisin - "Hasta el amanecer" – Nicky Jam - "Obsesionado" – Farruko |                                                                  |

### Variété
| Meilleur programme de la semaine | Meilleur programme du week-end |
| --- | --- |
| - Caso Cerrado - Al Rojo Vivo - Suelta La Sopa - Titulares y Más - Un Nuevo Día | - ¡Qué Noche! con Angélica y Raúl! - Gran Hermano - La Voz Kids - Larrymania - Ya era hora con Érika y Eduardo                                                                             |
| Meilleur présentateur de divertissement | Meilleur présentateur |
| - Adamari López pour Un Nuevo Día - Angélica Vale pour ¡Qué Noche! con Angélica y Raúl! - Jorge Bernal pour Suelta La Sopa and La Voz Kids - Raúl González pour ¡Qué Noche! con Angélica y Raúl! | - Gaby Espino pour Premios Billboard - Giselle Blondet pour Gran Hermano - Lucero pour Latin American Music Awards - Pedro Fernández pour Premios Billboard                                |
| Meilleur acteur | Fan club de l'année |
| - Gaby Espino - Ana Lucía Domínguez - Michel Duval - Rafael Amaya - Rodrigo Guirao | - #DYArmy – Daddy Yankee - Adamari López Fans – Adamari López - Beasters – Becky G - Boss Bee Nation – Chiquis Rivera - Harmonizers – Fifth Harmony - Roycenaticen tant que – Prince Royce |
| Meilleur influenceur | |
| - Caeli - DJ Khaled - LeJuan James - Lele Pons | |

## Prix spéciaux
- Estrella de Tu Mundo - Ana Maria Polo[2]
- El Poder En Ti - Intocable[2]